# Никола Стањевић
Никола Стањевић (умро после 1366) је био великаш из доба владавине српског цара Душана и велики војвода током владавине Душановог сина Уроша.

## Биографија
Порекло Николе Стањевића није познато. Био је сродник цара Душана и војсковођа из периода Царства. Добио је од цара баштину у североисточној Македонији у области Штипа, Брегалнице и Струмице. Ту је саградио Конче, манастир посвећен Светом Стефану. Стањевић је носио титулу великог војводе која је заузимала високо место у хијерархији титула средњовековне Србије. Изједначавала се са титулом мега дукса у Византији. Натпис на једној плочи у овој цркви сведочи да је Стањевић био ктитор Кончанске цркве. На молбу Николе Стањевића, Урош је 1366. године потврдио Кончу манастиру Хиландару. Заједно са црквом, Хиландар је добио више од 14 села. Овај посед састојао се од војводине баштине на којој је населио отроке. Метох манастира Конче захватао је већу површину од метоха Архиљевице, што сведочи о снази Николе Стањевића. Међутим, не може се рећи да је био снажнији од свог северног суседа, деспота Дејана, који је поред Архиљевице имао и манастир Белово. Сем тога, Стањевић је обдарио Хиландар Кончом на самом крају своје каријере, када се по свој прилици и сам повукао у манастир. Могуће је да је и сам последње године провео у Хиландару у коме се чува јеванђеље које је приложио "раб Христов Стањевић, велики војвода Никола".
Није сигурно да је Никола Стањевић идентичан са Николом, властелином који се помиње у запису изнад јужних врата Дреновске цркве, подигнуте близу Тиквешког језера за време цара Душана. Властела Никола и Марко, који се помињу у натпису, владала је око Тиквеша и Рајца. Ђорђе Радојчић је сматрао да је реч о Стањевићу. У том случају би се могле одредити границе његове државе. Она се простирала од Брегалнице и Струмице (баштина) до Тиквеша где му је Душан поверио "државу" на управу. Стањевић је остао веран централној власти након Душанове смрти. Претпоставља се да је Стањевић нестао са политичке сцене током ширења Вукашина Мрњавчевића у првим годинама савладарства. Изгледа да је једно време у области Тиквеша делио власт са Марком Мрњавчевићем. Вероватно је насилно потиснут, односно присиљен да се замонаши. Његову државу преузели су Вукашин и Марко. Део баштине припао је Хиландару.